# K리그
K리그(K League)는 한국프로축구연맹이 주관하는 대한민국 프로 축구 리그로서, 대한민국 축구 리그 시스템의 최상위에 위치한 K리그1과 K리그2를 통칭하는 이름이다. 1983년 대한축구협회의 주도로 '수퍼리그'라는 명칭으로 출범하였다
2013년 승강제가 도입됨에 따라, 기존 K리그가 1부 리그인 K리그 클래식으로 리그명이 변경되었고 2부 리그인 K리그 챌린지가 창설되었으며 K리그는 K리그1과 K리그2 전체를 아우르는 통칭으로 사용되게 되었다. 2018년에 K리그 클래식을 K리그1, K리그 챌린지를 K리그2로 변경하였다.

## 역사

### 창설
1972년까지의 대한민국 축구 리그는 실업축구와 대학리그 토너먼트가 주를 이루었으며, 1964년부터 열린 전국실업축구연맹전이 1부 리그 역할을 하고 있었다. 1979년 대한축구협회의 회장이 된 신동아그룹 회장 최순영은 공약의 하나로 프로축구 리그 창설을 내걸었고, 1980년 스스로 구단주가 되어 대한민국 최초의 프로축구단인 할렐루야를 창단했다. 1981년 전두환 정부는 스포츠를 민주화를 요구하는 민중의 불평불만을 분산시키기 위한 수단의(3S 정책) 하나로 생각하고 축구와 야구 중 한 종목을 프로화 시킬 계획이었다. 하지만 축구는 프로화에 대한 준비가 전무했고, 방송국 등의 외면 등으로 야구가 먼저 프로리그를 출범시키는데 성공하였다.
한편 1982년 각종 국내 축구대회 유료관중은 1980년 할렐루야, 1982년 유공 등 이렇게 프로축구단이 생겨 있음에도 고작 8,000여명이었다. 스포탈코리아 대표인 김덕기씨는 "축구가 한 발 늦게 1982년 출범시킨 프로야구에 관중과 관심을 빼앗긴 탓"이라고 평가하고 있다.
이에 축구계는 2개의 프로축구 구단 할렐루야, 유공과 3개의 실업축구 구단 포항제철, 대우, 국민은행을 묶어 5개 구단으로 리그를 조직하고 실업축구단들을 점진적으로 프로화 하여 수년 내 명실상부한 프로축구 시스템을 확립한다는 목표를 세웠다.
이 같은 구상의 중심에는 대한축구협회 장영근 부회장이 있었다. 그는 1983년 2월부터 축구인 이수환, 국민은행원인 조철래, 송만수와 함께 극비리에 수퍼리그 출범 준비 작업을 벌였다.
당시 그가 수퍼리그 출범 준비 작업을 벌인 이유는 스포탈 코리아 대표 김덕기씨에 따르면 "프로야구에 밀려 축구가 고사할 수도 있다는 위기의식을 느껴 최순영 회장에게 건의"해 만들었으며, "당시 실업축구 경기가 '코리안리그'란 이름으로 열리고 있었던 터라 '수퍼리그’라는 명칭을 선정하였다"고 한다.
그리고 하단 도표와 같이 각 구단에 연고지를 배분했하고 리그 출범 당시부터 지역 연고지 제도 개념을 도입해서 홈 앤드 어웨이 방식으로 리그를 운영하려 하였으나, 1986년 아시안 게임과 1988년 올림픽에 프로 선수들의 출전 가능 여부가 확정되지 않았기 때문에 당시 체육부는 프로리그와 아마리그를 혼합해서 운영하라는 방침을 내렸고 덧붙여 지역감정을 악화시킬 수 있다는 정부의 우려 때문에 프로스포츠의 기본인 홈 앤드 어웨이를 기본으로 하는 지역 연고지 제도를 실시하지 못 하였다. 즉 당시 국제 올림픽 위원회 (IOC)는 아마추어리즘을 고수하고 있었기 때문에 완전한 프로리그로 운영시 대한민국에서 열리는 1986년 아시안 게임과 1988년 올림픽에서 프로 선수들의 출전이 제한되어 베스트 전력을 구축하는데 문제가 생길 수 있는 점과 지역감정을 악화시킬 수 있다는 점을 우려하여 프로축구는 홈 앤드 어웨이를 기본으로 하는 지역 연고지 제도를 실시하지 못 하게 하여 '전국 도시별 순회 개최 방식'으로 운영을 한 것이다. 한편 1982년 출범한 프로야구 역시 지역감정을 악화시킬 수 있다는 이유로 홈 앤드 어웨이를 기본으로 하는 지역 연고지 제도를 정부에서 반대했지만 프로야구 행정가들이 '지역 연고지 제도가 프로야구 흥행의 유일한 방책'이라는 점을 강조하여 원년부터 지역 연고지 제도가 실시되었다.
그리하여 원년인 1983 시즌은 할렐루야, 유공, 포항제철, 대우, 국민은행 5개 구단으로 시작, 전국 주요 도시 순회 경기로 축구붐을 조성하고 1984 시즌에는 더 많은 구단들의 참가를 유도하겠다는 것이 기본 계획이었다.
| 구단명          | 연고지           | 마스코트 | 비고                    |
| --------------- | ---------------- | -------- | ----------------------- |
| 할렐루야        | 강원, 충남, 충북 | 독수리   | 프로축구단 제 1호       |
| 유공 축구단     | 서울, 인천, 경기 | 코끼리   | 프로축구단 제 2호       |
| 포항제철 축구단 | 대구, 경북       | 돌고래   | 실업축구단 통산전적 1위 |
| 국민은행 축구단 | 전남, 전북       | 까치     | 실업축구단 통산전적 2위 |
| 대우 축구단     | 부산, 경남       | 왕관     | 실업축구단 통산전적 4위 |

드디어 1983년 2월 28일 대한축구협회가 수퍼리그 창설에 원칙적인 합의에 도달하였고같은 해 3월 3일 '수퍼리그 위원회'가 발족되어 본격적인 창설 준비에 들어갔다. 그 후 3개월여의 난산 끝에 계획대로 2개의 프로축구단 할렐루야, 유공과 3개의 실업축구단 포항제철, 대우, 국민은행 이렇게 총 5개 구단을 원년 멤버로 하는 수퍼리그가 5월 8일 동대문운동장에서 화려한 식전 행사와 할렐루야와 유공간의 개막전을 시작으로 공식 출범하였다. 개막 이후 수퍼리그는 폭발적인 인기를 모았으며, 20,924명의 평균 관중을 기록하였다. 이러한 폭발적인 관중 동원의 이유 중 하나는 엄청난 경품에 있었는데 특히 자사의 자동차 등을 경품으로 내놓은 대우는 21,743명의 평균 관중을 기록하기도 하였다.
1984년에는 체육부의 외래어 사용 금지 조치에 따라 리그의 정식 명칭을 축구대제전 수퍼리그로 변경하였다. 대우, 포항제철은 프로구단으로 전환하였으며 현대 호랑이와 럭키금성 황소가 리그에 참여하여 총 6개의 프로구단이 되었다. 또, 1984년 실업리그인 코리안리그의 우승 팀 한일은행 축구단과 1985년 우승 팀 상무가 잇달아 수퍼리그에 참가함에 따라 제한적이지만 승강제의 모습도 보여주게 된다.

### 위기
수퍼리그 원년과 비교하여 많은 팀이 늘기는 하였지만 관중은 계속 감소하였고 1985년에는 5,393명으로 급감하였다. 이러한 위기는 수퍼리그의 존립 자체를 뒤흔들었는데, 이러한 위기는 대한민국 최초의 프로축구단 할렐루야의 아마추어 전환을 선언으로 확인할 수 있었다. 1986년에는 수퍼리그를 제외한 축구대제전으로 명칭을 변경하였다. 이때 관중 동원력은 최악으로 치달았는데 경기당 3,500명이 입장하였다.
대도시 경기장 확보 문제, 국가대표 선수들의 장기 합숙 등이 원인으로 지목되었으며또한 이런 실업구단들과 프로구단이 같은 리그에서 활동하는 것도 문제가 있다고 판단하였고, 이에 따라 프로구단만이 참가하는 대회를 만들기로 결정하여 리그컵의 전신이라고 할 수 있는 프로축구선수권대회가 개최되었다. 그러나 이 대회 역시 흥행에 대참패하고 말았다. 단순히 경기력만으로 흥행을 이끌어 낼 수 없을거라 판단한 협회측은 1986년 기존의 서울을 포함한 전국 도시들을 순회하며 특정 경기장에서 해당 라운드를 모두 치르는 '전국 도시별 순회 개최 방식'에서 프로야구처럼 철저한 지역 연고지 제도에 의한 홈 앤드 어웨이 방식을 도입하기로 하고 지역감정을 유발한다는 이유로 이를 금지시킨 체육부의 규제를 풀기 위해 노력하지만 성공하지 못 한다.
1987 시즌부터는 실업축구단이 빠지고 5개의 프로축구단만으로 운영하기 시작하여 진정한 프로 리그 시대를 열었다. 한국프로축구대회로 명칭도 변경하였고, 프로축구위원회를 발족하여 대한축구협회 차원이 아닌 독립적인 리그 운영을 시작하였다. 또, 1986년에 논의되었던 대로 프로축구 출범 원년인 1983년부터 1986년까지 홈 앤드 어웨이로 리그를 운영하지 못하게 한 당시 체육부의 강제 규제가 풀리고 난 후 지역연고제 중 광역지역연고제를 바탕으로 한 실질적인 홈 앤드 어웨이 경기 방식으로 리그가 운영되기 시작하였으며 프로야구가 그랬던 것처럼 홈팀은 흰색, 원정팀은 유색 유니폼을 입었고 주말 2연전이 새롭게 도입됐다.
그러나 이듬해인 1988년에 올림픽으로 인하여 서울과 부산 등의 구장 사용 금지가 내려져 프로축구 리그는 1년간 또 다시 유랑하는 신세가 되었으며 전년도에 시행된 주말 2연전은 선수 부상 등의 문제점이 생기자 1년 만에 폐지됐고 홈팀은 유색, 원정팀은 흰색 유니폼을 입는 것으로 변경됐다.

대한축구협회장 김우중이 프로축구위원회를 2년 만인 1989년에 해체하고, 대한축구협회 직영으로 되돌렸다. 축구팀이 없던 서울을 연고로 하는 일화 천마가 리그에 참가하였고, 1990년부터 도시 지역 연고제를 실시함에 따라 서울을 연고로 하는 일화 천마를 필두로 6개 구단이 도시 지역 연고로 전환하게 되었다. 또 주중 경기를 폐지함에 따라 전 시즌보다 소폭 상승된 약 5,900명의 평균 관중을 동원하였다.

### 확립
1994년에 당시 대한축구협회 산하의 프로리그위원회가 독립하여 7월 30일 한국프로축구연맹으로 새롭게 출범하였는데, 초대 회장은 당시 대한축구협회장 정몽준이 겸직하게 되었다. 리그도 그에 발맞춰 호남 지방을 연고로 하는 최초의 축구단 전북 버팔로가 참가하였으나 전북 버팔로는 재정난을 견디지 못하고 한 시즌 만에 해체되었다. 전북 버팔로 해체 후 현대자동차의 주도 아래 선별적으로 선수단을 흡수하여 전북 다이노스가 창단되어 1995 시즌부터 리그에 참가하였으며 전라남도를 연고로 전남 드래곤즈도 리그에 참가하였다. 이 시즌에는 최초로 타이틀 스폰서를 도입하였고 1996년에는 구단 완전 지역 연고제를 전격 시행하여 이러한 일환으로 구단 이름에 지역명을 우선적으로 사용하기 시작하고, 미디어에도 기업이름 대신 연고지명을 우선적으로 사용케 하는 등 구단 완전 지역 연고제를 실시하였다. 또한 한국프로축구연맹과 대한민국 정부는 2002년 월드컵 유치를 위해 전국적인 프로축구 열기 확산과 서울의 축구전용구장 건설을 목표로1996년에 서울 연고 공동화 정책을 시행하였다. 1995년 말까지 서울 전용구장 건립계획을 수립하는 구단에 대해서만 서울 잔류를 허용한다는 이 정책에 따라 당시 서울특별시를 연고지로 하고 있었던 일화 천마, LG 치타스, 유공 코끼리 등 3개 프로축구단들은 다른 지역으로 이전하였고 서울 연고지는 공동화(空洞化) 되었다.
또한 1995년 12월 15일에 수원 삼성 블루윙즈가 수원시를 연고로 하여 창단되었으며 1997년에는 대기업 직영이 아닌 대전과 충청 지역 기업들의 컨소시엄을 통해 출범한 대전 시티즌이 리그에 참가하였으다.
그리고 1998년에는 고종수, 이동국, 안정환 등의 걸출한 신예 스타의 등장에 힘입어 총관중 2,117,448명을 동원하며 최초로 200만 관중을 돌파하는 등 일찍이 경험한 적 없는 프로축구의 중흥기를 맞았다.

### 확대기
2000년에는 천안 일화 천마가 구단 완전 지역 연고제 시행 이후 4년 만에 연고지를 이전하여 성남 일화 천마가 되었다. 그리고 2002년 FIFA 월드컵의 성공적인 개최 이후 2003년 최초의 시민구단인 대구 FC가 리그에 참가하였다. 이듬해 2004년 인천 유나이티드가 두 번째 시민구단으로 리그에 참가했다. 안양 LG 치타스가 서울로 연고지를 이전하면서 FC 서울로, 2006년에는 부천 SK가 제주도로 연고지를 이전하여 제주 유나이티드 FC로 구단 명칭을 변경하였다. 도민구단 경남 FC도 새롭게 참가하였다. 또한 기업들이 컨소시엄을 이루어 출범한 대전 시티즌이 2005년도부터 시민주 공모를 실시하고 2006년부터는 시민구단으로 전환하였다.
2008년 말에는 강원도를 광역연고로 삼는 강원이 출범하여 2009년부터 참가하였다. 강원이 리그에 참여함으로써 한국 프로축구 K리그는 수도권, 경상권, 전라권, 충청권, 강원권, 제주권에 최소 1개 이상의 구단을 보유함으로써 국내 프로 스포츠 사상 최초로 전국화를 달성하였다. 또한 2009년에는 2010 K리그 참가를 목표로 서울특별시를 연고로 한 서울 시민구단의 창단이 추진되었으나 무산되었으며광주광역시가 신생팀을 창단하여 16개 구단 체제를 구축하려고 하였으나 금호아시아나그룹의 기업구단 창단 제안 거절과 현대미포조선의 스폰서 참여를 통한 시민구단 창단이 모두 실패하면서 역시 무산되었다.
2010년에는 '5MM 프로젝트'의 시행을 발표하였다. 실제 경기 시간과 팬과 소통하는 시간 등을 5분 더 늘리자는 의미에서 시행된 제도로, 경기 지연 행위에 대한 대응 강화와 경고 누적으로 인한 결장 규정을 완화 등 실제 경기 시간을 늘리기 위한 제도를 신설하였고 언론과의 인터뷰 시간과 장소 확대, 골 세레머니 규제 완화, 경기 1일 전 선수단 인터뷰 금지 제도 개선, 매 경기 맨 오브 매치 선정 및 매 라운드 베스트 11 선정 등 팬과 소통하기 위한 제도들도 마련하였다. 또한 선수 연봉 공개를 점진적으로 시행하기로 합의하여 우선 전체 선수단 연봉부터 공개하기로 하였으며 6명으로 유지해오던 교체 대기 선수 인원을 7명으로 늘렸다. 변병주 감독 사태로 불거진 에이전트 문제를 해결하기 위하여 에이전트 등록제도 시행하였다.
2010년 5월 5일에는 서울과 성남의 경기에 60,747명의 관중이 관람해 대한민국 프로스포츠 역사상 최다 관중으로 기록되었다. 그리고 2010 시즌 종료 뒤 상무 축구단과의 계약이 만료된 후 광주광역시가 미뤄왔던 시민구단을 창단 공약을 지켜 2011 시즌부터 광주광역시의 시민구단 광주 FC가 참가하였고, 광주 FC가 창단하기 이전에 광주에 연고지를 두고 있던 상무는 경상북도 상주시로 연고지를 옮겨 참가하여 16개 구단 체제로 전환하였다.
2011년 5월 25일 현역 선수 2명에게 구속 영장이 발부되며 K리그 승부조작 사건이 밝혀지기 시작하였다. 이후 3달간 이어진 수사 끝에 혐의가 밝혀진 선수 50명에 대해 영구제명 처분이 내려졌다.

### 승강제 시행
2012 시즌을 앞두고 승강제가 본격적으로 논의되기 시작하였다. 프로축구연맹은 2013 시즌부터 본격적인 승강제를 실시하는 것을 목표로 태스크포스팀을 신설하고 외부 컨설팅 업체에 '한국형 승강제' 모델의 수립을 의뢰하였다. 오랜 논의 끝에 K리그 팀 개수를 12개 팀으로 축소하는 동시에 4개의 팀을 가칭 프로 2부리그로 강등시켜 승강제를 진행하는 안이 급부상하였다. 결국 2012 시즌 K리그에 스코틀랜드 프리미어리그의 리그 진행 방식을 본뜬 스플릿 시스템을 도입하여 강등 팀 4팀을 결정하는 것으로 확정되는 듯 하였으나 시민구단들의 반발로 가칭 프로 2부리그로 강등되는 K리그 팀의 숫자가 4팀에서 2팀으로 축소되었다. 강등팀은 리그 최하위팀과 1부리그 구성 요건을 갖추지 못한 상주로 결정되었다. 하지만 상주와 국군체육부대가 이에 반발, 스플릿 이후 잔여 경기를 보이콧하면서 스플릿 14경기 모두 기권패 처리되었다. 추후 논란 끝에 상주는 2013년 2부리그 참가가 결정되었고 추후에 아시아 축구 연맹이 요구한 구단 라이센스 조건을 충족하면 K리그 클래식에도 승격할 수 있는 길을 열어놓았다. 그리고 2012 시즌 15위를 기록한 광주 FC가 강등되어 2013 시즌 2부리그에서 뛰게 되었다.
2013년 3월, 최상위 1부 리그의 명칭이 K리그 클래식, 2부 리그의 명칭이 K리그 챌린지로 확정되었으며, 비로소 온전한 의미의 승강제가 실시되었다. 2013년 K리그 클래식의 13위 대구 FC와 14위 대전 시티즌이 2014년 K리그 챌린지로 바로 강등되었으며, 12위를 차지한 강원 FC는 2013년 K리그 챌린지 우승 팀인 상주 상무와 홈 앤드 어웨이 방식의 승강 플레이오프 1,2차전을 치르게 되었다. 승강 플레이오프에서는 합계 스코어 4-2로 상주 상무가 승리하여, 상주 상무는 2014년 K리그 클래식로 승격, 강원 FC는 2014년 K리그 챌린지로 강등되었다.
2014 시즌에는 K리그 클래식 12위 팀은 바로 K리그 챌린지로 강등되며, K리그 챌린지 우승 팀은 바로 K리그 클래식으로 승격된다. K리그 클래식 11위 팀은 K리그 챌린지 2, 3, 4위 팀끼리의 플레이오프 승자와 승강 플레이오프를 치른다.
또한, 아직 강등 경험이 없는 구단은 포항 스틸러스, 울산 HD, FC 서울, 전북 현대 모터스까지 4개 구단이다.
2018 시즌부터는 K리그 클래식이 K리그1으로, K리그 챌린지는 K리그2로 각각 명칭이 바뀌었다.

## 구단

### 현재 참가 중인 구단
| : K리그1 : K리그2 강원 FC 경남 FC 광주 FC 김천 상무 김포 FC 대구 FC 대전 하나 시티즌 부산 아이파크 부천 FC 1995 FC 서울 서울 이랜드 FC 성남 FC 수원 삼성 블루윙즈 수원 FC 충남 아산 FC 안산 그리너스 FC FC 안양 울산 HD 인천 유나이티드 전남 드래곤즈 전북 현대 모터스 제주 SK 포항 스틸러스 |

#### K리그1
| 구단             | 이전 순위  | 데뷔 시즌 | 총 시즌 | 연고지 | 홈구장                                       | 감독             |
| ---------------- | ---------- | --------- | ------- | ------ | -------------------------------------------- | ---------------- |
| 강원 FC          | 2위        | 2009      | 14      | 강원   | 강릉하이원아레나 춘천송암스포츠타운2025-2026 | 정경호           |
| 광주 FC          | 9위        | 2011      | 10      | 광주   | 광주축구전용구장                             | 이정효           |
| 김천 상무 FC     | 3위        | 2022      | 3       | 김천   | 김천종합운동장                               | 정정용           |
| 대구 FC          | 11위       | 2003      | 20      | 대구   | DGB대구은행파크                              | 박창현           |
| 대전 하나 시티즌 | 8위        | 1997      | 21      | 대전   | 대전월드컵경기장                             | 황선홍           |
| FC 서울          | 4위        | 1984      | 42      | 서울   | 서울월드컵경기장                             | 김기동           |
| 수원 FC          | 5위        | 2016      | 6       | 수원   | 수원종합운동장                               | 김은중           |
| 울산 HD          | 1위        | 1984      | 41      | 울산   | 울산문수축구경기장                           | 신태용           |
| FC 안양          | K리그2 1위 | 2025      | 1       | 안양   | 안양종합운동장                               | 유병훈           |
| 전북 현대 모터스 | 10위       | 1995      | 31      | 전북   | 전주월드컵경기장                             | \| 구스타보 포옛 |
| 제주 SK          | 7위        | 1983      | 41      | 제주도 | 제주월드컵경기장                             | 김학범           |
| 포항 스틸러스    | 6위        | 1983      | 42      | 포항   | 포항스틸야드                                 | 박태하           |

#### K리그2
| 클럽               | 지난 시즌 순위 | 첫 리그 참가 | 총 시즌 | 연고지 | 홈구장             | 수용좌석 |
| ------------------ | -------------- | ------------ | ------- | ------ | ------------------ | -------- |
| 경남 FC            | 12위           | 2015         | 9       | 경남   | 창원축구센터       | 15,074   |
| 김포 FC            | 7위            | 2022         | 4       | 김포   | 김포솔터축구장     | 10,037   |
| 부산 아이파크      | 5위            | 2016         | 9       | 부산   | 구덕운동장         | 12,349   |
| 전남 드래곤즈      | 4위            | 2019         | 7       | 전남   | 광양축구전용구장   | 13,496   |
| 부천 FC 1995       | 8위            | 2013         | 13      | 부천   | 부천종합운동장     | 35,456   |
| 수원 삼성 블루윙즈 | 6위            | 2024         | 2       | 수원   | 수원월드컵경기장   | 44,031   |
| 서울 이랜드 FC     | 3위            | 2015         | 11      | 서울   | 목동종합운동장     | 15,511   |
| 성남 FC            | 13위           | 2017         | 5       | 성남   | 탄천종합운동장     | 16,867   |
| 충남 아산 FC       | 2위            | 2020         | 6       | 아산   | 이순신종합운동장   | 17,376   |
| 안산 그리너스 FC   | 11위           | 2017         | 9       | 안산   | 안산와~스타디움    | 35,000   |
| 인천 유나이티드 FC | 첫 참가        | 2025         | 1       | 인천   | 인천축구전용경기장 | 20,356   |
| 천안 시티 FC       | 9위            | 2023         | 3       | 천안   | 천안종합운동장     | 26,000   |
| 충북 청주 FC       | 10위           | 2023         | 3       | 청주   | 청주종합경기장     | 16,280   |
| 화성 FC            | 첫 참가        | 2025         | 1       | 화성   | 화성종합경기타운   | 35,270   |

### 구단별 변천사
| 구단명             | K리그 참가 기간 | 구단명칭 변경                                          | 창단일 / 변경일                                                                                |
| ------------------ | --------------- | ------------------------------------------------------ | ---------------------------------------------------------------------------------------------- |
| 포항 스틸러스      | 1983년–현재     | 포항제철 축구단                                        | 1973년 4월 1일                                                                                 |
| 포항 스틸러스      | 1983년–현재     | 포항제철 돌핀스                                        | 1983년 (수퍼리그 참가로 마스코트 확정) 1984년 2월 (프로축구단으로 전환 확정)                   |
| 포항 스틸러스      | 1983년–현재     | 포항제철 아톰즈                                        | 1985년 2월 7일                                                                                 |
| 포항 스틸러스      | 1983년–현재     | 포항 아톰즈                                            | 1995년 5월 29일                                                                                |
| 포항 스틸러스      | 1983년–현재     | 포항 스틸러스                                          | 1997년 1월 1일                                                                                 |
| 부산 아이파크      | 1983년–현재     | 새한자동차 축구단                                      | 1979년 11월 22일 (창단식)                                                                      |
| 부산 아이파크      | 1983년–현재     | 대우 축구단                                            | 1980년 10월                                                                                    |
| 부산 아이파크      | 1983년–현재     | 대우 로얄즈                                            | 1983년 (수퍼리그 참가로 마스코트 확정) 1983년 12월 3일 (제 3호 프로축구단으로 전환)            |
| 부산 아이파크      | 1983년–현재     | 부산 대우 로얄즈                                       | 1996년 1월                                                                                     |
| 부산 아이파크      | 1983년–현재     | 부산 아이콘스2                                         | 2000년 2월 10일 (부산 대우 로얄즈 인수 확정) 2000년 3월 7일 (부산 아이콘스로 재창단식)         |
| 부산 아이파크      | 1983년–현재     | Pusan i.cons에서 Busan I'Cons로 구단명칭 영문철자 변경 | 2002년 7월                                                                                     |
| 부산 아이파크      | 1983년–현재     | 부산 아이파크                                          | 2005년 2월 21일                                                                                |
| 부산 아이파크      | 1983년–현재     | I'Park에서 IPark로 구단명칭 영문철자 변경              | 2012년 2월 7일                                                                                 |
| 제주 유나이티드    | 1983년–현재     | 유공 코끼리                                            | 1982년 12월 17일 (창단식)                                                                      |
| 제주 유나이티드    | 1983년–현재     | 부천 유공                                              | 1996년 1월 4일                                                                                 |
| 제주 유나이티드    | 1983년–현재     | 부천 SK                                                | 1997년 10월 1일                                                                                |
| 제주 유나이티드    | 1983년–현재     | Puchon에서 Bucheon으로 구단 영문철자 변경              | 2001년                                                                                         |
| 제주 유나이티드    | 1983년–현재     | 제주 유나이티드 FC                                     | 2006년 2월 2일                                                                                 |
| 울산 HD            | 1984년–현재     | 현대 호랑이                                            | 1983년 12월 6일 (창단식)                                                                       |
| 울산 HD            | 1984년–현재     | 울산 현대 호랑이                                       | 1996년 1월                                                                                     |
| 울산 HD            | 1984년–현재     | 울산 현대 축구단                                       | 2008년 2월                                                                                     |
| 울산 HD            | 1984년–현재     | 울산 HD 축구단                                         | 2023년 12월                                                                                    |
| FC 서울            | 1984년–현재     | 럭키금성 황소                                          | 1983년 12월 22일 (창단식)                                                                      |
| FC 서울            | 1984년–현재     | LG 치타스                                              | 1991년 2월 26일                                                                                |
| FC 서울            | 1984년–현재     | 안양 LG 치타스                                         | 1996년 4월 26일                                                                                |
| FC 서울            | 1984년–현재     | 2004년 3월 19일                                        |                                                                                                |
| 성남 FC            | 1989년–현재     | 일화 천마                                              | 1989년 3월 18일 (창단식)                                                                       |
| 성남 FC            | 1989년–현재     | 천안 일화 천마                                         | 1996년 3월 29일                                                                                |
| 성남 FC            | 1989년–현재     | 성남 일화 천마3                                        | 1999년 12월 27일                                                                               |
| 성남 FC            | 1989년–현재     | 성남 FC2                                               | 2013년 12월 9일 (성남 일화 천마 인수 확정) 2014년 1월 25일 (성남 시민 프로축구단으로 재창단식) |
| 전북 현대 모터스   | 1995년–현재     | 전북 다이노스4                                         | 1994년 12월 12일 (창단식)                                                                      |
| 전북 현대 모터스   | 1995년–현재     | 전북 현대 다이노스                                     | 1997년 3월 7일                                                                                 |
| 전북 현대 모터스   | 1995년–현재     | 전북 현대 모터스                                       | 2000년 6월 1일                                                                                 |
| 전북 현대 모터스   | 1995년–현재     | Chonbuk에서 Jeonbuk으로 구단명칭 영문철자 변경         | 2006년 1월 16일                                                                                |
| 전남 드래곤즈      | 1995년–현재     | -                                                      | 1994년 12월 16일 (창단식)                                                                      |
| 전남 드래곤즈      | 1995년–현재     | Chunnam에서 Jeonnam으로 구단명칭 영문철자 변경         | 2014년 1월 6일                                                                                 |
| 수원 삼성 블루윙즈 | 1996년–현재     | -                                                      | 1995년 12월 15일 (창단식)                                                                      |
| 대전 하나 시티즌   | 1997년–현재     | -                                                      | 1997년 3월 12일 (창단식) 2006년 3월 12일 (시민 프로축구단으로 전환 확정)                       |
| 대전 하나 시티즌   | 1997년–현재     | Taejon에서 Daejeon으로 구단명칭 영문철자 변경          | 2003년 1월 21일                                                                                |
| 대전 하나 시티즌   | 1997년–현재     | 대전 하나 시티즌                                       | 2020년 1월 4일                                                                                 |
| 대구 FC            | 2003년–현재     | -                                                      | 2002년 12월 26일(창단 승인일)5 2003년 3월 19일(창단식)                                         |
| 인천 유나이티드    | 2004년–현재     | -                                                      | 2003년 12월 12일(창단 승인일)5 2004년 3월 1일 (창단식)                                         |
| 경남 FC            | 2006년–현재     | -                                                      | 2006년 1월 17일 (창단식)                                                                       |
| 강원 FC            | 2009년–현재     | -                                                      | 2008년 12월 18일 (창단식)                                                                      |
| 광주 FC            | 2011년–현재     | -                                                      | 2010년 12월 16일 (창단식)                                                                      |
| 수원 FC            | 2013년–현재     | 수원시청                                               | 2003년 3월 15일 (창단식)                                                                       |
| 수원 FC            | 2013년–현재     | 수원 FC                                                | 2012년 11월 (프로축구단으로 전환 확정)                                                         |
| 부천 FC 1995       | 2013년–현재     | -                                                      | 2007년 12월 1일 (창단식) 2012년 12월 (프로축구단으로 전환 확정)                                |
| FC 안양            | 2013년–현재     | -                                                      | 2013년 2월 2일 (창단식)                                                                        |
| 서울 이랜드 FC     | 2015년–현재     | -                                                      | 2014년 8월 22일 (창단 승인일)5 2015년 3월 21일(창단식)                                         |
| 안산 그리너스 FC   | 2017년–현재     | -                                                      | 2017년 2월 21일 (창단식)                                                                       |
| 충남 아산 FC       | 2020년–현재     | -                                                      | 2020년 2월 7일 (창단식)8                                                                       |
| 김천 상무9         | 2021년–현재     | -                                                      | 2021년 2월 23일 (출범식)                                                                       |
| 김포 FC            | 2022년–현재     | 김포 시민 축구단                                       | 2013년 1월 29일 (창단식)                                                                       |
| 김포 FC            | 2022년–현재     | 김포 FC                                                | 2021년 4월 17일 (출범식)                                                                       |
| 충북 청주 FC       | 2023년–현재     | -                                                      | 2023년 1월 3일 (창단식)                                                                        |
| 천안 시티 FC       | 2023년–현재     | 천안시 축구단                                          | 2008년 1월 9일 (창단식)                                                                        |
| 천안 시티 FC       | 2023년–현재     | 천안 시티 FC                                           | 2023년 1월 16일 (K리그 가입 승인일)                                                            |
| 화성 FC            | 2025년–현재     | -                                                      | 2025년 1월 1일 (창단식)                                                                        |

1. 한국프로축구연맹은 연고지 이전과 상관 없이 현재 구단이 해당 전신 구단의 역사와 기록을 승계하는 것을 공식 통계 원칙으로 하고 있다.
2. 부산 아이파크와 성남 FC는 기존 구단을 대기업과 지자체에서 인수하여 구단 운영 주체만 변경된 것으로 처리되었으며 인수 대상 구단의 역사와 기록을 승계한다.
3. 성남 FC의 천안에서 성남으로, FC 서울의 안양에서 서울로 연고지 이전 당시 제2창단이라는 말을 사용했지만 이것은 새로운 연고지에서 새로운 의지로 열심히 해 보겠다는 상투적인 표현으로 프로야구 쌍방울 레이더스가 해체되고 인천으로 연고지를 이전하면서 새롭게 창단한 SK 와이번스와 같은 경우가 아니며 한국프로축구연맹 이사회의 연고지 이전 승인으로 기존 구단이 구단 명칭과 연고지를 변경한 것으로 공식 처리되었다.
4. 전북 버팔로는 당시 전북 다이노스가 역사와 기록을 승계하지 않았기 때문에 해체 된 구단으로 공식 처리되었으며 전북 다이노스의 공식 연혁은 1994년 12월 12일 창단식부터 기재되어 있으며 전북 버팔로와 완전히 다른 새로운 구단이다.
5. 대구 FC, 인천 유나이티드, 서울 이랜드 FC, 아산 무궁화는 구단의 공식 창단식이 열린 일자가 아니라 한국프로축구연맹의 구단 창단 승인 일자를 창단 시점으로 한다.
6. 상주 상무는 2011년 출범 당시 축구단 운영 주체는 상주시이고 상무는 단순 선수 공급 구단으로 정리하였다. 따라서 과거 K리그에 참가했던 1985년 상무 축구단, 2003-2010년의 광주 상무, 2011년도부터 시작한 상주 상무의 기록이 각각 분리되었으며 상주 상무는 2011년도에 새로 창단한 신생 구단으로 처리되었다.
7. 아산 무궁화는 2017년 출범 당시 축구단 운영 주체는 아산시이고 아산 무궁화는 단순 선수 공급 구단으로 처리하였다. 따라서 과거 K리그 챌린지에 참가했던 2014-2016년의 안산 무궁화(2013년 무연고지로 K리그 챌린지에 참가한 경찰 축구단 기록은 안산 무궁화가 승계)와 2017년도부터 시작한 아산 무궁화의 기록이 각각 분리되었으며 아산 무궁화는 2017년도에 새로 창단한 신생 구단으로 처리되었다.
8. 2020년 2월 7일 창단식이 예정되었지만 코로나19 확산 우려로 취소되었다.
9. 김천 상무는 2021년 출범 당시 축구단 운영 주체는 김천시이고 상무는 단순 선수 공급 구단으로 정리하였다. 따라서 과거 K리그에 참가했던 1985년 상무 축구단, 2003-2010년의 광주 상무, 2011-2020년의 상주 상무, 2021년도부터 시작한 김천 상무의 기록이 각각 분리되었으며 김천 상무는 2021년도에 새로 창단한 신생 구단으로 처리되었다.

### 과거에 참가했던 구단
| 구단명1          | 리그 참가 기간    | 구단명 변경      | 창단일 / 변경일 | 해체일                         | 비고       |
| ---------------- | ----------------- | ---------------- | --- | ------------------------------ | ---------- |
| 국민은행         | 1983시즌–1984시즌 | 국민은행         | 1969년 9월 29일 (창단식)                                                                                                  | 1997년 12월 31일               |            |
| 국민은행         | 1983시즌–1984시즌 | 국민은행 까치    | 1983년 (수퍼리그 참가로 마스코트 확정)                                                                                    |                                |            |
| 국민은행         | 1983시즌–1984시즌 | 국민은행2        | 2000년 2월 28일 (재창단식)                                                                                                |                                | 실업축구단 |
| 국민은행         | 1983시즌–1984시즌 | 고양 KB국민은행  | 2003년 7월 25일 | 2012년 11월 17일 (최종 경기일) | 내셔널리그 |
| 할렐루야         | 1983시즌–1985시즌 | 할렐루야         | 1980년 12월 20일 (창단식)                                                                                                 |                                |            |
| 할렐루야         | 1983시즌–1985시즌 | 할렐루야         | 1983년 4월 (수퍼리그 참가로 마스코트 확정)                                                                                | 1985년 9월 21일 (최종 경기일)  |            |
| 할렐루야         | 1983시즌–1985시즌 | 할렐루야         | 1986년 | 1998년 11월 17일 (최종 경기일) | 실업축구단 |
| 상무3            | 1985시즌          |                  | 1984년 1월 11일 (창단식)                                                                                                  |                                | 실업축구단 |
| 한일은행         | 1984시즌–1986시즌 | 한일은행         | 1970년 2월 6일 (창단식)                                                                                                   | 1997년 11월                    | 실업축구단 |
| 한일은행         | 1984시즌–1986시즌 | 한일은행         | 1984년 (수퍼리그 참가로 마스코트 확정)                                                                                    |                                |            |
| 전북 버팔로      | 1994시즌          | N/A              | 1994년 3월 18일 (리그 참가 승인일)                                                                                        | 1994년 11월 22일 (최종 경기일) |            |
| 광주 상무3       | 2003시즌–2010시즌 | N/A              | 2003년 1월 4일 (리그 참가 승인일)                                                                                         | 2010년 11월 7일 (최종 경기일)  |            |
| 충주 험멜        | 2013시즌–2016시즌 | 험멜 코리아      | 1999년 12월 9일 (창단식)                                                                                                  |                                | 실업축구단 |
| 충주 험멜        | 2013시즌–2016시즌 | 의정부 험멜      | 2003년 |                                | 실업축구단 |
| 충주 험멜        | 2013시즌–2016시즌 | 이천 험멜        | 2006년 4월 4일 |                                | 실업축구단 |
| 충주 험멜        | 2013시즌–2016시즌 | 노원 험멜        | 2008년 3월 20일 |                                | 실업축구단 |
| 충주 험멜        | 2013시즌–2016시즌 | 충주 험멜        | 2010년 3월 9일 (충주시 연고지 협약식) 2012년 10월 29일 (프로축구단으로 전환 확정) 2013년 2월 28일 (프로축구단으로 창단식) | 2016년 10월 23일 (최종 경기일) |            |
| 고양 자이크로 FC | 2013시즌–2016시즌 | 할렐루야         | 1999년 4월 3일 (창단식)                                                                                                   |                                | 실업축구단 |
| 고양 자이크로 FC | 2013시즌–2016시즌 | 익산 할렐루야    | 2003년 |                                | 실업축구단 |
| 고양 자이크로 FC | 2013시즌–2016시즌 | 김포 할렐루야    | 2004년 9월 18일 |                                | 실업축구단 |
| 고양 자이크로 FC | 2013시즌–2016시즌 | 안산 할렐루야    | 2006년 11월 24일 |                                | 실업축구단 |
| 고양 자이크로 FC | 2013시즌–2016시즌 | 안산 H FC        | 2012년 3월 6일 |                                | 실업축구단 |
| 고양 자이크로 FC | 2013시즌–2016시즌 | 고양 H FC        | 2012년 9월 4일 (고양시 연고지 협약식) 2012년 10월 29일 (프로축구단으로 전환 확정)                                         |                                |            |
| 고양 자이크로 FC | 2013시즌–2016시즌 | 고양 Hi FC       | 2012년 11월 13일 (고양 Hi FC로 구단 명칭 변경) 2012년 12월 17일 (프로축구단으로 출범식)                                   |                                |            |
| 고양 자이크로 FC | 2013시즌–2016시즌 | 고양 자이크로 FC | 2016년 1월 18일 | 2016년 10월 30일 (최종 경기일) |            |
| 안산 무궁화      | 2013시즌–2016시즌 | 경찰 축구단      | 1996년 3월 29일 (창단식)                                                                                                  |                                | 실업축구단 |
| 안산 무궁화      | 2013시즌–2016시즌 | 경찰 축구단      | 2013년 ?월 (프로축구단으로 전환 확정)                                                                                     |                                | 프로축구단 |
| 안산 무궁화      | 2013시즌–2016시즌 | 안산 경찰청      | 2014년 3월 16일 (창단식)                                                                                                  |                                | 프로축구단 |
| 안산 무궁화      | 2013시즌–2016시즌 | 안산 무궁화      | 2016년 1월 15일 | 2016년 10월 30일 (최종 경기일) | 프로축구단 |
| 아산 무궁화      | 2017시즌–2019시즌 | N/A              | 2017년 1월 16일 (창단식)                                                                                                  | 2019년 11월 9일 (최종 경기일)  | 프로축구단 |
| 상주 상무3       | 2011시즌–2020시즌 | N/A              | 2011년 2월 26일 (출범식)                                                                                                  | 2020년 11월 1일 (최종 경기일)  |            |

1. K리그 참가 당시의 구단명을 기준으로 하였다.
2. IMF 사태 당시 해체되었다가 재창단되었다.
3. 상무, 광주 상무, 상주 상무은 한국프로축구연맹에서 상무는 단지 선수들을 광주와 상주에 임대해 주는 개념으로 처리되어 각각 별개의 구단으로 역사와 기록이 분리되었다.

## 우승

### K리그1

#### 시즌별 우승 구단
| #  | 시즌 | 팀수 | 대회 방식                    | 우승               | 준우승             |
| -- | ---- | ---- | ---------------------------- | ------------------ | ------------------ |
| 1  | 1983 | 5    | 단일 리그                    | 할렐루야 독수리    | 대우 로얄즈        |
| 2  | 1984 | 8    | 전•후기 리그 + 챔피언 결정전 | 대우 로얄즈        | 유공 코끼리        |
| 3  | 1985 | 8    | 단일 리그                    | 럭키금성 황소      | 포항제철 아톰즈    |
| 4  | 1986 | 6    | 전•후기 리그 + 챔피언 결정전 | 포항제철 아톰즈    | 럭키금성 황소      |
| 5  | 1987 | 5    | 단일 리그                    | 대우 로얄즈        | 포항제철 아톰즈    |
| 6  | 1988 | 5    | 단일 리그                    | 포항제철 아톰즈    | 현대 호랑이        |
| 7  | 1989 | 6    | 단일 리그                    | 유공 코끼리        | 럭키금성 황소      |
| 8  | 1990 | 6    | 단일 리그                    | 럭키금성 황소      | 대우 로얄즈        |
| 9  | 1991 | 6    | 단일 리그                    | 대우 로얄즈        | 현대 호랑이        |
| 10 | 1992 | 6    | 단일 리그                    | 포항제철 아톰즈    | 일화 천마          |
| 11 | 1993 | 6    | 단일 리그                    | 일화 천마          | LG 치타스          |
| 12 | 1994 | 7    | 단일 리그                    | 일화 천마          | 유공 코끼리        |
| 13 | 1995 | 8    | 전•후기 리그 + 챔피언 결정전 | 일화 천마          | 포항 아톰즈        |
| 14 | 1996 | 9    | 전•후기 리그 + 챔피언 결정전 | 울산 현대 호랑이   | 수원 삼성 블루윙즈 |
| 15 | 1997 | 10   | 단일 리그                    | 부산 대우 로얄즈   | 전남 드래곤즈      |
| 16 | 1998 | 10   | 단일 리그 + 4강 PO           | 수원 삼성 블루윙즈 | 울산 현대 호랑이   |
| 17 | 1999 | 10   | 단일 리그 + 4강 PO           | 수원 삼성 블루윙즈 | 부산 대우 로얄즈   |
| 18 | 2000 | 10   | 단일 리그 + 4강 PO           | 안양 LG 치타스     | 부천 SK            |
| 19 | 2001 | 10   | 단일 리그                    | 성남 일화 천마     | 안양 LG 치타스     |
| 20 | 2002 | 10   | 단일 리그                    | 성남 일화 천마     | 울산 현대 호랑이   |
| 21 | 2003 | 12   | 단일 리그                    | 성남 일화 천마     | 울산 현대 호랑이   |
| 22 | 2004 | 13   | 전•후기 리그 + 4강 PO        | 수원 삼성 블루윙즈 | 포항 스틸러스      |
| 23 | 2005 | 13   | 전•후기 리그 + 4강 PO        | 울산 현대 호랑이   | 인천 유나이티드    |
| 24 | 2006 | 14   | 전•후기 리그 + 4강 PO        | 성남 일화 천마     | 수원 삼성 블루윙즈 |
| 25 | 2007 | 14   | 단일 리그 + 6강 PO           | 포항 스틸러스      | 성남 일화 천마     |
| 26 | 2008 | 14   | 단일 리그 + 6강 PO           | 수원 삼성 블루윙즈 | FC 서울            |
| 27 | 2009 | 15   | 단일 리그 + 6강 PO           | 전북 현대 모터스   | 성남 일화 천마     |
| 28 | 2010 | 15   | 단일 리그 + 6강 PO           | FC 서울            | 제주 유나이티드    |
| 29 | 2011 | 16   | 단일 리그 + 6강 PO           | 전북 현대 모터스   | 울산 현대          |
| 30 | 2012 | 16   | 단일 리그 + 상하위 스플릿    | FC 서울            | 전북 현대 모터스   |
| 31 | 2013 | 14   | 단일 리그 + 상하위 스플릿    | 포항 스틸러스      | 울산 현대          |
| 32 | 2014 | 12   | 단일 리그 + 상하위 스플릿    | 전북 현대 모터스   | 수원 삼성 블루윙즈 |
| 33 | 2015 | 12   | 단일 리그 + 상하위 스플릿    | 전북 현대 모터스   | 수원 삼성 블루윙즈 |
| 34 | 2016 | 12   | 단일 리그 + 상하위 스플릿    | FC 서울            | 전북 현대 모터스   |
| 35 | 2017 | 12   | 단일 리그 + 상하위 스플릿    | 전북 현대 모터스   | 제주 유나이티드    |
| 36 | 2018 | 12   | 단일 리그 + 상하위 스플릿    | 전북 현대 모터스   | 경남 FC            |
| 37 | 2019 | 12   | 단일 리그 + 상하위 스플릿    | 전북 현대 모터스   | 울산 현대          |
| 38 | 2020 | 12   | 단일 리그 + 상하위 스플릿    | 전북 현대 모터스   | 울산 현대          |
| 39 | 2021 | 12   | 단일 리그 + 상하위 스플릿    | 전북 현대 모터스   | 울산 현대          |
| 40 | 2022 | 12   | 단일 리그 + 상하위 스플릿    | 울산 현대          | 전북 현대 모터스   |
| 41 | 2023 | 12   | 단일 리그 + 상하위 스플릿    | 울산 현대          | 포항 스틸러스      |
| 42 | 2024 | 12   | 단일 리그 + 상하위 스플릿    | 울산 현대          | 강원 FC            |
| 43 | 2025 | 12   | 단일 리그 + 상하위 스플릿    |                    |                    |

#### 구단별 우승 횟수
| 구단               | 우승 | 준우승 | 우승 연도                                            | 준우승 연도                                                |
| ------------------ | ---- | ------ | ---------------------------------------------------- | ---------------------------------------------------------- |
| 전북 현대 모터스   | 9    | 3      | 2009, 2011, 2014, 2015, 2017, 2018, 2019, 2020, 2021 | 2012, 2016, 2022                                           |
| 성남 FC            | 7    | 3      | 1993, 1994, 1995, 2001, 2002, 2003, 2006             | 1992, 2007, 2009                                           |
| FC 서울            | 6    | 5      | 1985, 1990, 2000, 2010, 2012, 2016                   | 1986, 1989, 1993, 2001, 2008                               |
| 포항 스틸러스      | 5    | 5      | 1986, 1988, 1992, 2007, 2013                         | 1985, 1987, 1995, 2004, 2023                               |
| 울산 HD            | 5    | 10     | 1996, 2005, 2022, 2023, 2024                         | 1988, 1991, 1998, 2002, 2003, 2011, 2013, 2019, 2020, 2021 |
| 수원 삼성 블루윙즈 | 4    | 4      | 1998, 1999, 2004, 2008                               | 1996, 2006, 2014, 2015                                     |
| 부산 아이파크      | 4    | 3      | 1984, 1987, 1991, 1997                               | 1983, 1990, 1999                                           |
| 제주 SK            | 1    | 5      | 1989                                                 | 1984, 1994, 2000, 2010, 2017                               |
| 할렐루야           | 1    | 0      | 1983                                                 | —                                                          |
| 전남 드래곤즈      | 0    | 1      | —                                                    | 1997                                                       |
| 인천 유나이티드    | 0    | 1      | —                                                    | 2005                                                       |
| 경남 FC            | 0    | 1      | —                                                    | 2018                                                       |

### K리그2

#### 시즌별 우승 구단
| #  | 시즌 | 팀수 | 대회 방식           | 우승            | 준우승           |
| -- | ---- | ---- | ------------------- | --------------- | ---------------- |
| 1  | 2013 | 8    | 단일 리그           | 상주 상무       | 경찰 축구단      |
| 2  | 2014 | 10   | 단일 리그 + 승격 PO | 대전 시티즌     | 광주 FC          |
| 3  | 2015 | 12   | 단일 리그 + 승격 PO | 상주 상무       | 수원 FC          |
| 4  | 2016 | 12   | 단일 리그 + 승격 PO | 안산 무궁화     | 대구 FC          |
| 5  | 2017 | 10   | 단일 리그 + 승격 PO | 경남 FC         | 부산 아이파크    |
| 6  | 2018 | 10   | 단일 리그 + 승격 PO | 아산 무궁화     | 성남 FC          |
| 7  | 2019 | 10   | 단일 리그 + 승격 PO | 광주 FC         | 부산 아이파크    |
| 8  | 2020 | 10   | 단일 리그 + 승격 PO | 제주 유나이티드 | 수원 FC          |
| 9  | 2021 | 10   | 단일 리그 + 승격 PO | 김천 상무       | 대전 하나 시티즌 |
| 10 | 2022 | 11   | 단일 리그 + 승격 PO | 광주 FC         | 대전 하나 시티즌 |
| 11 | 2023 | 13   | 단일 리그 + 승격 PO | 김천 상무       | 부산 아이파크    |
| 12 | 2024 | 13   | 단일 리그 + 승격 PO | FC 안양         | 충남 아산 FC     |
| 13 | 2025 | 14   | 단일 리그 + 승격 PO |                 |                  |

#### 구단별 우승 횟수
| 구단             | 우승 | 준우승 | 우승 연도  | 준우승 연도      |
| ---------------- | ---- | ------ | ---------- | ---------------- |
| 광주 FC          | 2    | 1      | 2019, 2022 | 2014             |
| 상주 상무        | 2    | 0      | 2013, 2015 | —                |
| 김천 상무        | 2    | 0      | 2021, 2023 | —                |
| 대전 하나 시티즌 | 1    | 2      | 2014       | 2021, 2022       |
| 안산 무궁화      | 1    | 1      | 2016       | 2013             |
| 경남 FC          | 1    | 0      | 2017       | —                |
| 아산 무궁화      | 1    | 0      | 2018       | —                |
| 제주 유나이티드  | 1    | 0      | 2020       | —                |
| FC 안양          | 1    | 0      | 2024       | —                |
| 부산 아이파크    | 0    | 3      | —          | 2017, 2019, 2023 |
| 수원 FC          | 0    | 2      | —          | 2015, 2020       |
| 대구 FC          | 0    | 1      | —          | 2016             |
| 성남 FC          | 0    | 1      | —          | 2018             |
| 충남 아산 FC     | 0    | 1      | —          | 2024             |

## 승격과 강등

### 승격 (K리그2=>K리그1)
| 시즌 | 구단                      |
| ---- | ------------------------- |
| 2013 | 상주 상무                 |
| 2014 | 대전 시티즌, 광주 FC      |
| 2015 | 상주 상무, 수원 FC        |
| 2016 | 대구 FC, 강원 FC          |
| 2017 | 경남 FC                   |
| 2018 | 성남 FC                   |
| 2019 | 광주 FC, 부산 아이파크    |
| 2020 | 제주 유나이티드, 수원 FC  |
| 2021 | 김천 상무                 |
| 2022 | 광주 FC, 대전 하나 시티즌 |
| 2023 | 김천 상무                 |
| 2024 | FC 안양                   |

### 강등 (K리그1=>K리그2)
| 시즌 | 구단                          |
| ---- | ----------------------------- |
| 2012 | 광주 FC, 상주 상무 피닉스     |
| 2013 | 강원 FC, 대구 FC, 대전 시티즌 |
| 2014 | 경남 FC, 상주 상무            |
| 2015 | 부산 아이파크, 대전 시티즌    |
| 2016 | 성남 FC, 수원 FC              |
| 2017 | 광주 FC                       |
| 2018 | 전남 드래곤즈                 |
| 2019 | 경남 FC, 제주 유나이티드      |
| 2020 | 부산 아이파크                 |
| 2021 | 광주 FC                       |
| 2022 | 김천 상무, 성남 FC            |
| 2023 | 수원 삼성 블루윙즈            |
| 2024 | 인천 유나이티드               |

## 기록과 통계
※ 한국프로축구연맹이 주관하는 K리그1, K리그2, 리그컵에서 선수들이 기록한 통산 기록이다.

※ 출처: K리그 선수 검색

### 통산 최다 출장
| 순위                                                                | 선수   | 경기수 | 비고 |
| ------------------------------------------------------------------- | ------ | ------ | ---- |
| 1                                                                   | 김병지 | 708    |      |
| 2                                                                   | 김영광 | 605    | *(1) |
| 3                                                                   | 이동국 | 548    |      |
| 4                                                                   | 최은성 | 532    |      |
| 5                                                                   | 김기동 | 501    |      |
| 6                                                                   | 김용대 | 460    |      |
| 7                                                                   | 김상식 | 458    |      |
| 8                                                                   | 강민수 | 456    | *(2) |
| 9                                                                   | 김광석 | 451    |      |
| 10                                                                  | 오승범 | 446    | *(3) |
| 2024년 4월 3일 기준 (굵은 글씨는 K리그에서 현역으로 활동 중인 선수) |        |        |      |

- (1) 김영광: K리그2 기록 포함. (2015~2019 시즌 - 183경기 출장)
- (2) 강민수: K리그2 기록 포함. (2015 시즌 - 27경기 출장)
- (3) 오승범: K리그2 기록 포함. (2015~2016 시즌 - 73경기 출장)

### 통산 최다 득점
| 순위                                                                | 선수   | 득점 | 경기수 | 경기당득점 | 비고 |
| ------------------------------------------------------------------- | ------ | ---- | ------ | ---------- | ---- |
| 1                                                                   | 이동국 | 228  | 548    | 0.42       |      |
| 2                                                                   | 데얀   | 198  | 380    | 0.52       |      |
| 3                                                                   | 주민규 | 134  | 330    | 0.41       | *(1) |
| 4                                                                   | 김신욱 | 132  | 350    | 0.38       |      |
| 5                                                                   | 김은중 | 123  | 444    | 0.28       | *(2) |
| 6                                                                   | 정조국 | 121  | 392    | 0.31       |      |
| 7                                                                   | 우성용 | 116  | 439    | 0.26       |      |
| 8                                                                   | 김도훈 | 114  | 257    | 0.44       |      |
| 9                                                                   | 김현석 | 111  | 373    | 0.30       |      |
| 10                                                                  | 사샤   | 104  | 271    | 0.38       |      |
| 2024년 4월 3일 기준 (굵은 글씨는 K리그에서 현역으로 활동 중인 선수) |        |      |        |            |      |

- (1) 주민규: K리그2 기록 포함 (2013~2016 시즌, 2018 시즌, 2020 시즌: 52득점, 145경기 출장)
- (2) 김은중: K리그2 기록 포함 (2014 시즌: 3득점, 17경기 출장)

### 통산 최다 도움
| 순위                                                                | 선수   | 도움 | 경기수 | 경기당도움 | 비고 |
| ------------------------------------------------------------------- | ------ | ---- | ------ | ---------- | ---- |
| 1                                                                   | 염기훈 | 110  | 445    | 0.25       | *(1) |
| 2                                                                   | 이동국 | 77   | 548    | 0.14       |      |
| 3                                                                   | 몰리나 | 69   | 209    | 0.33       |      |
| 4                                                                   | 신태용 | 69   | 405    | 0.17       |      |
| 5                                                                   | 황진성 | 67   | 338    | 0.19       |      |
| 6                                                                   | 에닝요 | 66   | 231    | 0.29       |      |
| 7                                                                   | 세징야 | 59   | 236    | 0.25       | *(2) |
| 7                                                                   | 데니스 | 59   | 272    | 0.22       |      |
| 8                                                                   | 김은중 | 56   | 444    | 0.13       | *(3) |
| 10                                                                  | 이승기 | 55   | 313    | 0.18       | *(4) |
| 2024년 4월 3일 기준 (굵은 글씨는 K리그에서 현역으로 활동 중인 선수) |        |      |        |            |      |

- (1) 염기훈: K리그2 기록 포함 (2013 시즌, 11도움, 21경기 출장)
- (2) 세징야: K리그2 기록 포함 (2016 시즌, 8도움, 36경기 출장)
- (3) 김은중: K리그2 기록 포함 (2014 시즌, 1도움, 17경기 출장)
- (4) 이승기: K리그2 기록 포함 (2015 시즌, 2023 시즌~ 5도움, 28경기 출장)

### 통산 최다 무실점 경기
| 순위                                                                | 선수   | 무실점경기 | 경기수 | 경기당무실점 | 비고 |
| ------------------------------------------------------------------- | ------ | ---------- | ------ | ------------ | ---- |
| 1                                                                   | 김병지 | 229        | 708    | 0.32         |      |
| 2                                                                   | 김영광 | 175        | 605    | 0.29         | *(1) |
| 3                                                                   | 최은성 | 152        | 532    | 0.29         |      |
| 4                                                                   | 이운재 | 140        | 410    | 0.34         |      |
| 5                                                                   | 김용대 | 133        | 460    | 0.28         |      |
| 6                                                                   | 신의손 | 116        | 325    | 0.36         |      |
| 7                                                                   | 조현우 | 115        | 352    | 0.33         | *(2) |
| 8                                                                   | 신화용 | 114        | 337    | 0.33         |      |
| 9                                                                   | 정성룡 | 108        | 296    | 0.36         |      |
| 10                                                                  | 김호준 | 92         | 320    | 0.30         | *(3) |
| 2024년 4월 3일 기준 (굵은 글씨는 K리그에서 현역으로 활동 중인 선수) |        |            |        |              |      |

- (1) 김영광: K리그2 기록 포함 (2015~2019 시즌, 2023 시즌 - 57경기 무실점, 200경기 출장)
- (2) 조현우: K리그2 기록 포함 (2014~2016 시즌 - 34경기 무실점, 94경기 출장)
- (3) 김호준: K리그2 기록 포함 (2013 시즌, 2021~2022 시즌 - 13경기 무실점, 35경기 출장)

### 단일 경기 최다 기록
| 구분 | 기록     | 선수 / 구단    | 날짜       | 대진             | 대회    | 비고 |
| ---- | -------- | -------------- | ---------- | ---------------- | ------- | ---- |
| 골   | 5골      | 샤샤           | 2002-03-17 | 성남 vs 부천 SK  | 리그컵  |      |
| 도움 | 3도움    | 김창호 외 30명 | 1983-07-02 | 유공 vs 포항제철 | K리그 1 |      |
| 관중 | 60,747명 | FC 서울        | 2010-05-05 | 서울 vs 성남     | K리그 1 |      |

### 기타 기록
| 구분        | 기록      | 선수 (구단)   | 날짜       | 대진         | 대회   | 비고 |
| ----------- | --------- | ------------- | ---------- | ------------ | ------ | ---- |
| 최단시간 골 | 전반 11초 | 방승환 (인천) | 2007-05-23 | 인천 vs 포항 | 리그컵 |      |
| 최장거리 골 | 85m       | 권정혁 (인천) | 2013-07-21 | 제주 vs 인천 | K리그1 |      |

## 엠블럼
K리그 엠블럼은 1994년 처음 도입된 이래 총 다섯 차례 엠블럼을 변경하여 2021년도부터 현재 엠블럼을 사용하고 있다.

## 스폰서십
K리그 출범 원년인 1983년부터 1993년까지는 타이틀 스폰서 제도가 도입되지 않았다. 1994년 국내 프로 스포츠 리그 중 처음으로 타이틀 스폰서 제도가 도입되었으며, 지금까지 9개의 스폰서가 K리그를 후원하였다. K리그2는 출범 원년인 2013년부터 타이틀 스폰서 제도가 도입되었다.
9개의 후원사들 중 조선맥주(지금의 하이트맥주)는 1994년 K리그 최초로 스폰서십을 체결하였으며 당시 자사 브랜드인 '하이트'를 리그 명칭에 사용하였다.
| 기간      | 후원사       | 명칭                                                |
| --------- | ------------ | --------------------------------------------------- |
| 1994–1995 | 하이트맥주   | 하이트배 코리안리그                                 |
| 1996–1997 | 삼성물산     | 라피도컵 프로축구대회                               |
| 1998      | 현대그룹     | 현대컵 K-리그                                       |
| 1999      | 현대증권     | 바이코리아컵 K-리그                                 |
| 2000      | 삼성전자     | 삼성디지털 K-리그                                   |
| 2001      | 포스코       | 포스코 K-리그                                       |
| 2002      | 삼성전자     | 삼성 파브 K-리그                                    |
| 2003–2008 | 삼성전자     | 삼성 하우젠 K-리그                                  |
| 2009      | 후원사 없음  | K-리그                                              |
| 2010      | 현대자동차   | 쏘나타 K리그                                        |
| 2011–2012 | 현대오일뱅크 | 현대오일뱅크 K리그                                  |
| 2013–2016 | 현대오일뱅크 | 현대오일뱅크 K리그 클래식 현대오일뱅크 K리그 챌린지 |
| 2017      | 하나은행     | KEB하나은행 K리그 클래식 KEB하나은행 K리그 챌린지   |
| 2018      | 하나은행     | KEB하나은행 K리그1 KEB하나은행 K리그2               |
| 2019–2020 | 하나은행     | 하나원큐 K리그1 하나원큐 K리그2                     |

## 공식 경기구
K리그 원년인 1983 시즌 '낫소 SSC-5 88'을 공식 경기구로 사용한 것이 시초이다.
K리그 공식 경기구의 역사는 크게 ▲낫소, 스타 등 국산 브랜드(1983년~1996년) 시대 ▲아디다스(1997년) 시대 ▲나이키(1998년~2011년) 시대 ▲아디다스(2012년~현재) 시대로 나눌 수 있으며1998년부터 독점 공식 경기구 시대가 시작되었다.

## 유니폼과 배번 제도
1998년 당시 10개 전 구단 중 수원 삼성 블루윙즈를 제외한 9개 구단이 아디다스와 킷스폰서 계약을 한 적이 있지만 그 외에는 공식적으로 독점 킷스폰서를 두지 않고 있으며 각 구단별로 자율적으로 킷스폰서 계약을 하고 있다.
1994 시즌 배번을 통해 선수 포지션을 쉽게 식별하기 위한 명목으로 선수 고유 배번 제도가 아닌 선발선수는 1번부터 11번, 교체선수는 12번에서 16번을 사용하는 포지션별 배번 제도를 운영하기도 하였다.
그리고 12번을 서포터즈 배려차원으로 사용하지 않는 구단도 있다.

## 슬로건 및 캐치 프레이즈
| 시즌 | 슬로건 및 캐치프레이즈 | 비고 |
| ---- | ---------------------- | ---- |
| 2012 | 열정 놀이터 352        |      |
| 2016 | 너와 나 우리의 K리그   |      |
| 2021 | 역동과 감동, K리그     |      |

## 연고지 제도
K리그에 실질적으로 공식 지역 연고제가 시행된 해는 1987시즌부터이고 원년인 1983시즌부터 1986시즌까지는 전구단들이 연고지를 가지고 있었지만 홈 앤드 어웨이 리그 시스템이 아니고 전국 여러 도시들을 모든 구단들이 방문하여 한 경기장에서 해당 라운드 경기들을 모두 소화하는 방식이었다.
1984시즌 수퍼리그에 신생구단 현대와 럭키금성이 리그에 참가하면서 기존 연고지 배분에 일부 조정을 하게 된다. 할렐루야의 강원+충남+충북의 연고지를 분할하여 할렐루야는 강원 연고 구단, 럭키금성이 충남+충북 연고 구단이 되었다. 그리고 유공의 서울+인천+경기의 연고지를 분할하여 유공은 서울 연고 구단, 현대는 인천, 경기연고 구단이 되었다.
포항 스틸러스, 부산 아이파크는 리그 참가 당시 최초 연고지와 공식 지역 연고제가 시행된 1987시즌의 연고지가 동일하지만 제주는 최초 연고지 서울+인천+경기에서 1984시즌 서울로 연고지를 변경했다가 1987시즌부터 다시 인천+경기로 연고지를 변경하였으며 울산은 최초 연고지 인천+경기에서 1986시즌 할렐루야의 해체로 주인이 없어진 강원 연고를 흡수하여 인천+경기+강원 연고 구단이 되었다.
1987년-1989년 광역지역연고제 시행 기간에 연고지역을 부산+경남, 대구+경북, 인천+경기, 충청 이렇게 표기를 했지만 당시 프로야구와 마찬가지로 사실상 연고지는 부산, 대구, 인천, 대전을 의미하는 것이었다. 1987시즌 한국 프로축구 역사상 처음으로 지역연고제(광역지역연고제)를 도입하여 모든 구단들이 연고지 내에서 홈경기를 개최하고 중립 도시에서의 속칭 유랑 극단 경기를 최대한 줄이면서 지역 연고 정착을 위한 노력을 강력하게 시행하여 흥행이 나아지긴 하였지만 이미 서울, 부산, 대구, 인천, 광주, 대전 등 전국 거점 대도시들을 1982년도부터 홈앤드어웨이 시스템을 실시하며 강력한 지역연고지정책을 실시한 프로야구단들에게 선점을 당했기 때문에 기대만큼의 흥행 효과를 거두지는 못하였다.
또한 광역지역연고제 실시 원년인 1987년은 그래도 대우 로얄즈는 부산, 포항제철은 대구, 럭키금성은 대전 이렇게 사실상 연고지였던 주연고지에서 대부분의 홈경기를 개최하였지만 이들 대도시의 부산구덕운동장, 대구시민운동장, 대전한밭운동장이 1988년 서울 올림픽의 축구 종목 경기장으로 지정되어 사용금지가 내려져 1988년부터 주연고지인 부산, 대구, 대전에서 홈경기를 대폭 줄이거나 개최를 아예 못하게 되면서 거점 대도에서의 연고지 정착에 어려움을 겪게되었다.
한편 광역지역연고제가 시와 도로 이루어진 광활한 광역 지역 연고지로 인해 지역 연고 정착이 어렵고 흥행 실패의 원인으로 지목되었다. 따라서 단일 도시로 연고지를 한정하는 도시지역연고제로 전환을 추진하였고 1989년 10월 16일 프로축구 특별위원회에서 승인되어 1990시즌부터 공식적으로 실시되었다

1996년에 서울 연고 공동화 정책이 시행되어 일화 천마, LG 치타스, 유공 코끼리 이렇게 3개 서울 연고 구단들이 강제적으로 지방으로 이전하였고 구단명에 지역명을 의무적으로 포함시키는 규정이 생겨났다.

### 역대 연고지 변천
- 아래 표에 기재되지 않은 구단들은 연고지 이전 사례가 없는 구단들이다.

| 구단            | 최초 리그 참가 연고지(연도) | 지역연고제 미시행시대 (1983–1986) | 지역연고제 시행시대 (1987–현재)                                                         |
| --------------- | --------------------------- | --------------------------------- | --------------------------------------------------------------------------------------- |
| 포항 스틸러스   | 대구, 경북(1983)            | 연고지 이전 없음                  | 대구 & 경북(1987) ▶ 포항(1990 / 19881–현재)                                             |
| 제주 유나이티드 | 서울, 인천, 경기(1983)      | 서울(1984)                        | 인천 & 경기(1987) ▶ 서울(1991) ▶ 부천 / 서울 목동(1996)2 ▶ 부천(2001) ▶ 제주(2006–현재) |
| 부산 아이파크   | 부산, 경남(1983)            | 연고지 이전 없음                  | 부산 & 경남(1987) ▶ 부산(1990 / 19891–현재)                                             |
| 울산 HD         | 인천 & 경기(1984)           | 인천 & 경기 & 강원(1986)          | 강원(1987) ▶ 울산(1990–현재)                                                            |
| FC 서울         | 충청(1984)                  | 연고지 이전 없음                  | 충청(1987) ▶ 서울(1990) ▶ 안양(1996) ▶ 서울(2004–현재)                                  |
| 성남 FC         | 서울(1989)                  | 해당 사항 없음                    | 천안(1996) ▶ 성남(2000–현재)                                                            |

1. 1990년도부터 전구단이 공식적으로 도시 지역 연고제를 실시하기로 하였지만 이미 광역 지역 연고제하에서 포항은 1988년부터 부산은 1989년부터 사실상 포항과 부산을 주연고지로 하여 대부분의 홈경기를 개최하였다.
2. 1996년 서울에서 부천으로 연고지 이전을 했지만 부천종합운동장이 공사중인 관계로 2000년까지 서울 목동운동장에서 전 홈경기를 개최하였다.

## 비판

### J리그 모방
스포츠 신문 기자들이 일본의 J리그에 빗대어 사용하기 시작한 K-리그라는 국내 프로리그의 명칭을 1998 시즌부터 한국프로축구연맹도 공식적으로 사용하기 시작하면서 지금까지 K리그라는 이름이 정착되어 사용했는데 J리그를 모방해서 만든 이름이라는 비판의 목소리가 존재한다.

### 연고지 정책
1996년에 시행된 서울 연고 공동화 정책과 완전 지역 연고제 이후 K리그는 안양, 부천, 천안, 수원 등과 같은 중소도시 연고지 위주로 운영이 되었고 이에 대해 1998년에 열린 한국프로축구연맹 주최 공청회에서 김종환 스포츠마케팅 박사는 (2017년 기준으로 대한축구협회 집행부 일반이사) 프로축구 마케팅을 위한 틈새 아이디어로 대도시 연고지 구조의 프로야구와의 경쟁력 강화와 축구저변을 확대를 위한 바람직한 전략이라고 평가하기도 하였다.
그러나 당시 축구팬들 사이에서는 K리그 저변 확대와 활성화를 위해서 중소도시 위주 연고지 정책에 대해 당시 비어있던 서울, 대구, 광주를 포함한 대도시 위주 연고지 정책을 시행해야 한다는 여론이 제기되기도 하였으며근래들어 언론에서는 과거 서울 연고 공동화 정책의 강제시행과 그 후유증으로 지금까지 서울이라는 국내 프로스포츠 최대 빅마켓을 활용하지 못 하는 것과 그리고 프로야구와 달리 대도시 연고지를 활성화 시키지 못 하고 있는 것에 대해 비판 의견이 존재한다.
허정무 한국프로축구연맹 부총재 조차도 2018년 11월 언론과의 인터뷰에서 서울 연고 공동화 정책은 서울 연고 구단이 지방으로 이전하는 이상한 현상을 만들어냈는데 정부지침이긴 하지만 프로축구 발전을 위해 당시에 어떻게든 막았어야 했던 정책이라고 비판하였다.

### 개막전 리그 우승팀 예우
한국프로축구연맹은 2012년 10월 이사회에서 2013년 K리그 클래식 개막전부터 FA컵 우승팀이 리그 우승팀의 선수 입장때 박수를 쳐주며 예우를 하기로 했다. 그러나 FA컵 우승팀도 프로+아마추어 챔피언인 만큼 형평성에 맞지 않고 FA컵 우승에 대한 권위를 깎아 내리는 행동이라는 비판이 있었다.

### 심판매수 대처
2016년 발생한 전북 현대 모터스 심판매수 사건에 대하여 그 해 10월 내려진 승점 9점 삭감과 제제금 1억원이라는 연맹의 징계에 대해 솜방망이 처벌이라는 비판이 있었다.

### 불리한 기사 재배치 청탁
한국프로축구연맹의 홍보팀장이 네이버 스포츠를 담당하는 A 이사에게 수시로 '연맹을 비판하는 기사를 거의 잘 보이지 않게 재배치해 달라'고 청탁했고, 실제 네이버 측이 2016년 10월 전북 현대 모터스 심판매수 사건과 관련해 한국프로축구연맹이 내린 솜방망이 처벌을 비판하는 기사를 A 이사의 청탁성 문자를 받고 거의 잘 보이지 않는 곳으로 재배열하였다. 이에 대해 한국프로축구연맹과 네이버에 많은 비판이 있었으며 네이버는 2017년 10월 20일 대표 명의의 사과문을 올려 책임자 징계와 문제 재발 방지를 약속했다.

## 같이 보기
| 대한민국 축구 리그 시스템 - 1부 K리그1 - 2부 K리그2 - 3부 K3리그 - 4부 K4리그 - 5부 K5리그 - 6부 K6리그 - 7부 K7리그 | 한국프로축구연맹 주관 리그전 - 1군 K리그 (K리그1 ･ K리그2) - 2군 R리그 - 유스 K리그 주니어 주요 컵 대회 - 대륙컵 AFC 챔피언스리그 - 전국선수권 대한민국 FA컵 - 프로선수권 대한민국 리그컵 - 슈퍼컵 대한민국 슈퍼컵 | K리그 관련 항목 - K리그 우승 기록 - K리그 승강 플레이오프 - K리그 올스타전 - K리그 챔피언십 - K리그 대상 (개인 수상 ･ 구단 수상) - FIFA 클럽 월드컵 - 대한민국 축구 국가대표팀 |